# ويليام هاربر
ويليام هاربر (بالإنجليزية: William Jackson Harper)‏ هو ممثل أمريكي، ولد في 8 فبراير 1980 بدالاس في الولايات المتحدة.

## أعمال

### مسلسلات
- المكان الجيد

## وصلات خارجية
- ويليام هاربر على موقع IMDb (الإنجليزية)
- ويليام هاربر على موقع ألو سيني (الفرنسية)
- ويليام هاربر على موقع ميوزك برينز (الإنجليزية)
- ويليام هاربر على موقع قاعدة بيانات برودواي على الإنترنت (الإنجليزية)
- ويليام هاربر على موقع قاعدة بيانات الفيلم (الإنجليزية)